# Kékes

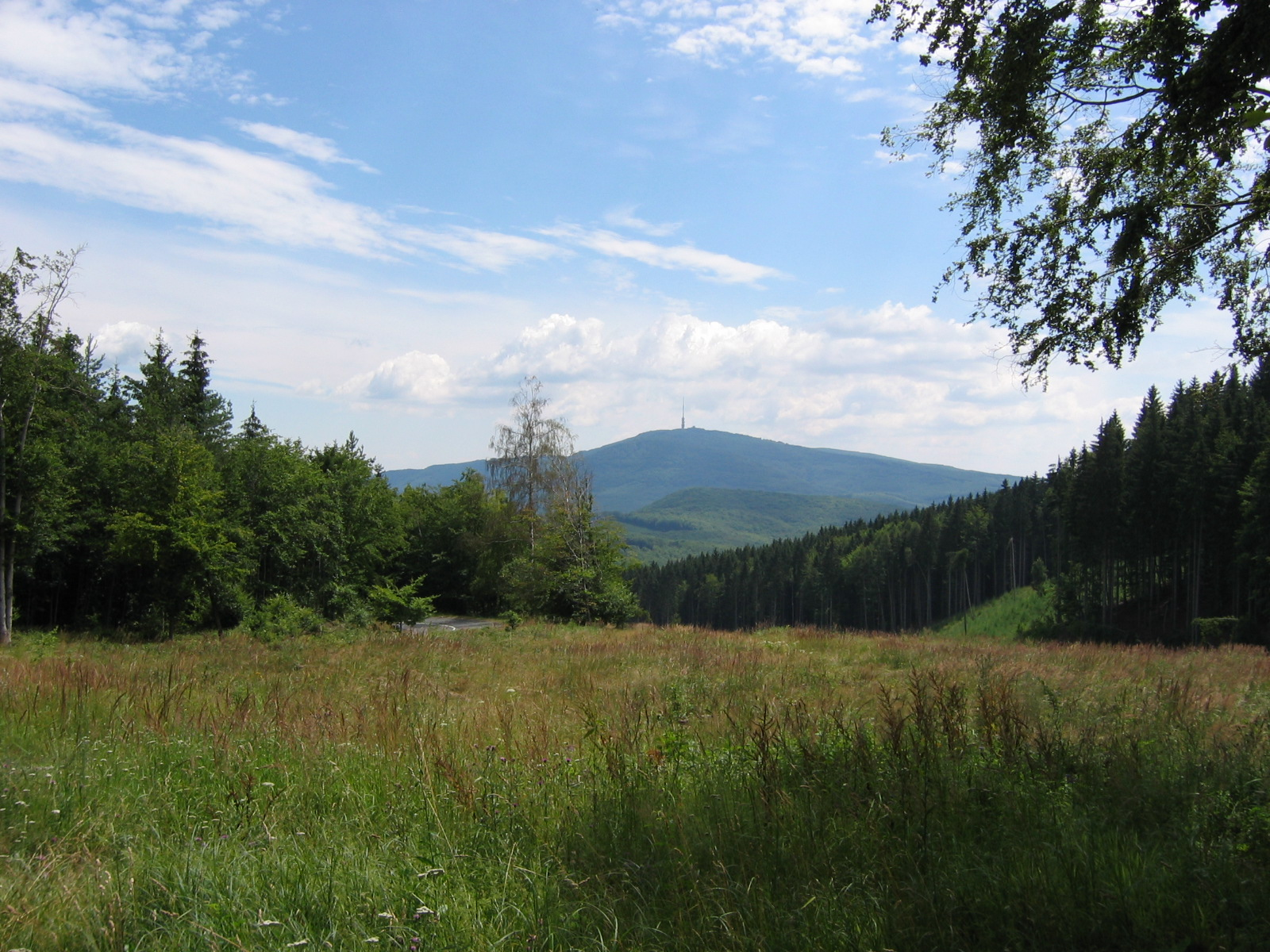
Kékes

Kékes är Ungerns högsta berg och ligger i kedjan Mátra. Toppen ligger 1 014 meter över havet. Namnet Kékes kommer från bergets blåaktiga färg. På ungerska betyder kék blå medan kékes betyder blåaktig.